# Austrosynapha furcata
Austrosynapha furcata är en tvåvingeart som beskrevs av Lane 1954. Austrosynapha furcata ingår i släktet Austrosynapha och familjen svampmyggor. Inga underarter finns listade i Catalogue of Life.